# 2 ноември
2 ноември е 306-ият ден в годината според григорианския календар (307-и през високосна). Остават 59 дни до края на годината.

## Събития
- 676 г. – Доний става папа.
- 1789 г. – Във Франция е национализирана голяма част от недвижимата собственост на католическата църква.
- 1795 г. – Френската революция: Начало на управлението на Директорията във Франция.
- 1912 г. – Балканската война: Победа на българските войски в Люлебургазко-Бунархисарската операция.
- 1914 г. – Първата световна война: Франция, Великобритания и Русия обявяват война на Турция.
- 1917 г. – Великобритания обвява Декларация Балфур, с която подкрепя идеята за еврейско установяване в територията на Палестина.
- 1920 г. – В Питсбърг (САЩ) започва да функционира първата в света обществена радиостанция.
- 1930 г. – Хайле Селасие е коронован за император на Етиопия.

- 1936 г. – Би Би Си започва да излъчва телевизионни емисии с висока разделителна способност.
- 1947 г. – Американският индустриалец и авиатор Хауърд Хюз извършва в Лонг Бийч, Калифорния, кратък (1,6 км) тестов полет на транспортния хидроплан Hughes H-4 Hercules, който е с най-големия дотогава размах на крилата (97,51 м).
- 1949 г. – Индонезия получава национална независимост.
- 1953 г. – Пакистан е провъзгласен за ислямска република.
- 1955 г. – Списанието Билборд публикува за първи път класацията Топ 100.
- 1956 г. – Правителството на Унгария заявява, че страната излиза от Варшавския договор и се обръща към ООН и западните държави за помощ при влизане на войски на СССР на територията на държавата.
- 1963 г. – Президентът на Южен Виетнам, Нго Дин Дием, е убит след проведения военен преврат в страната.
- 1965 г. – 31-годишният американски квакер Норман Морисън се самозапалва пред Пентагона в знак на протест срещу участието на САЩ във Виетнамската война.
- 1965 г. – Албанския лидер Енвер Ходжа заявява, че страната преустановява близки контакти със СССР и влиза в съюзнически отношения с Китай.
- 1988 г. – В Интернет се появява първият компютърен червей, създаден от Робърт Тапан Морис.
- 2000 г. – На Международната космическа станция пристига първият екипаж.
- 2001 г. – Състои се премиерата на анимационния филм Таласъми ООД.
- 2004 г. – Джордж Уокър Буш е избран в САЩ за втори президентски мандат.

## Родени
- 1699 г. – Жан-Батист-Симеон Шарден, френски художник († 1779 г.)
- 1755 г. – Мария-Антоанета, кралица на Франция и Навара († 1793 г.)
- 1766 г. – Йозеф Радецки, австрийски офицер († 1858 г.)
- 1795 г. – Джеймс Полк, 11-ви президент на САЩ († 1849 г.)
- 1815 г. – Джордж Бул, английски математик и философ († 1864 г.)
- 1843 г. – Марк Антоколски, руски скулптор († 1902 г.)
- 1844 г. – Мехмед V, султан на Османската империя († 1918 г.)
- 1854 г. – Исидор Гунсберг, британски шахматист от унгарски произход († 1930 г.)
- 1858 г. – Димитър Петков, министър-председател на България († 1907 г.)
- 1861 г. – Вичо Диков, български военен деец († 1928 г.)
- 1865 г. – Уорън Хардинг, 29-и президент на САЩ († 1923 г.)
- 1883 г. – Пенчо Златев, министър-председател на България († 1948 г.)
- 1893 г. – Батиста Пининфарина, италиански автомобилен дизайнер († 1966 г.)
- 1897 г. – Асен Разцветников, български писател († 1951 г.)
- 1897 г. – Софроний Доростолски и Червенски, български духовник († 1995 г.)
- 1904 г. – Никола Мавродинов, български учен († 1958 г.)
- 1906 г. – Емил Коралов, български писател († 1986 г.)
- 1906 г. – Лукино Висконти, италиански режисьор († 1976 г.)
- 1911 г. – Одисеас Елитис, гръцки поет, Нобелов лауреат през 1979 г. († 1996 г.)
- 1913 г. – Бърт Ланкастър, американски актьор († 1994 г.)
- 1929 г. – Ричард Тейлър, американски физик, Нобелов лауреат през 1990 г. († 2018 г.)
- 1931 г. – Николай Генчев, български историк († 2000 г.)
  - Иван Тренев, български поет († 2024 г.)
- 1932 г. – Мелвин Шварц, американски физик, Нобелов лауреат през 1988 г. († 2006 г.)
- 1932 г. – Стоян Ристески, писател и историк от Република Македония
- 1938 г. – Дейвид Лейн, американски неонацист († 2007 г.)
- 1938 г. – София Гръцка, кралица на Испания
- 1940 г. – Богдан Богданов, класически филолог, университетски мениджър († 2016 г.)
- 1945 г. – Иван Газдов, български художник
- 1946 г. – Алън Джоунс, австралийски пилот от Формула 1
- 1949 г. – Лоис Макмастър Бюджолд, американска писателка
- 1949 г. – Франки Милър, шотландски музикант
- 1950 г. – Любомир Любоевич, сръбски шахматист
- 1952 г. – Азиз Йълдъръм, президент на Фенербахче
- 1953 г. – Велислава Дърева, българска журналистка и публицистка
- 1954 г. – Август Крейс III, неонацистки лидер
- 1956 г. – Мария Каварджикова, българска актриса
- 1959 г. – Игор Срамка, словашки футболен съдия
- 1959 г. – Нотис Сфакианакис, гръцки музикант
- 1962 г. – Трайко Веляноски, политик от Република Македония
- 1963 г. – Рон Макгавни, американски музикант
- 1965 г. – Шах Рук Хан, индийски актьор
- 1967 г. – Звонимир Солдо, хърватски футболист
- 1968 г. – Саманта Ферис, канадска актриса
- 1969 г. – Реджиналд Арвизу, американски басист (KoЯn)
- 1973 г. – Марисол Никълс, американска актриса
- 1974 г. – Нели, американски рапър
- 1978 г. – Виктория Йермолиева, украински музикант
- 1990 г. – Кендал Шмид, певец и актьор

## Починали
- 1715 г. – Шарлота фон Брауншвайг-Люнебург, германска принцеса (* 1694 г.)
- 1877 г. – Фридрих фон Врангел, пруски генерал (* 1784 г.)
- 1881 г. – Аверкий Попстоянов, български духовник (* 1801 г.)
- 1905 г. – Иван Сеченов, руски физиолог (* 1829 г.)
- 1940 г. – Тодор Йончев, български учител (* 1859 г.)
- 1945 г. – Димитър Мишайков, български юрист (* 1883 г.)
- 1950 г. – Джордж Бърнард Шоу, британски драматург, Нобелов лауреат през 1925 г. (* 1856 г.)
- 1963 г. – Нго Дин Дием, президент на Южен Виетнам (* 1901 г.)
- 1975 г. – Пиер Паоло Пазолини, италиански кинорежисьор (* 1922 г.)
- 1977 г. – Ханс Ерих Носак, немски писател (* 1901 г.)
- 1992 г. – Трайко Запрянов, български невролог (* 1904 г.)
- 1994 г. – Гриша Филипов, министър-председател на България (* 1919 г.)
- 2000 г. – Симеон Симеонов, български футболист (* 1946 г.)
- 2002 г. – Чарлс Шефилд, американски писател, роден във Великобритания (* 1935 г.)
- 2004 г. – Тео ван Гог, холандски кинорежисьор (* 1957 г.)
- 2011 г. – Марин Иванов – народен певец, родом от Черни Вит, Тетевенско

## Празници
- Бразилия, Венецуела, Еквадор, Мексико и Португалия – Ден на мъртвите (Задушница)
- Либерия – Ден за благодарност
- България – Именни дни: Аспарух, Исперих, Пухи, Паолина